# Ancistrothyrsus
Ancistrothyrsus je rod iz porodice Passifloraceae, iz tribusa Passifloreae.
U ovaj rod spadaju vrste Ancistrothyrsus tessmannii, Ancistrothyrsus scopae i Ancistrothyrsus hirtellus.

## Ugroženost
Nijedna vrsta iz ovog roda nije svrstana u IUCN-ov popis ugroženih vrsta.